# All That Remains
All That Remains je američki metalkor bend osnovan 1998. godine. Do sada su objavili pet studijskih albuma, CD/DVD uživo i prodali preko pola miliona kopija albuma samo u americi. Bend čine pevač Filip Labonte, gitaristi Oli Herbert i Majk Martin, basistkinja Džin Sagan i bubnjar Džejson Kosta, koji je nekadašnji član metalkor benda po imenu Diecast. Sve pesme koje su do sada izdali kao singlove imaju i svoje spotove.

## Istorija

### Okupljanje benda, debi album iThis Darkened Heart(1998-2006)
Fil Labonte je prvobitno bio pevač grupe Shadows Fall, i sa njima je pevao samo na njihovom debitantskom albumu pod nazivom „Somber Eyes To The Sky“. Nakon sto od strane benda biva zamoljen da ga napusti zbog "muzičkih razlika", Fil odlučuje da se potpuno posveti All That Remainsu koji je tada bio njegov drugi projekat. Bend je izdao svoj prvi album „Behind Silence And Solitude“ 26. marta 2002. godine. Album se po svom stilu razlikuje od sadasnjeg metalkor zvuka jer je više sadržao elemente melodičnog det metala. To je takođe i jedini album na kome su svirali originalni članovi benda Kris Bartlet i Den Egan.
Njihov drugi album, „This Darkened Heart“ objavljen je 23. marta 2004. godine. Producent albuma bio je gitarista grupe Killswitch Engage Adam Dutkievič, i ovoga puta album je imao mnogo bolju produkciju nego prethodni. Tri singla koja su izdata sa ovog albuma su „This Darkened Heart“, „Tattered On My Sleeve“ i „The Deepest Gray“. Za sve tri pesme napravljeni su i spotovi.

### The Fall Of Ideals(2006-2008)
Njihov treći studijski album, „The Fall Of Ideals“, objavljen je 11. jula, 2006. godine. I ovoga puta producent albuma bio je Adam Dutkievič. Za ovaj album se smatra da je bio prekretnica benda, odnosno album kojim su se probili među najpoznatije bendove svog žanra. Prve nedelje nakon izdavanja prodato je 13.000 primeraka i album je debitovao na 75. mestu „Billboard 200“ liste. Prvi singl sa albuma bila je pesma „This Calling“. Za ovu pesmu su napravljena dva spota, od kojih jedan sadrži scenu iz filma Saw III za koji je ova pesma bila na saundtreku. Bend je 2006. nastupio na čuvenom „Ozfestu“. Pesma „Six“ objavljena je u igrici „Guitar Hero II“. Sredinom 2007. objavljeno je da je album prodat u iznenađujućih 100.000 primeraka samo u americi. U septembru 2007. bend objavljuje spot i treći singl koji nosi naziv „Not Alone“. Bend je tokom 2007. nastupio i na čuvenom „Wacken Open Air“ festivalu u nemačkoj. U novembru iste godine izdaju CD/DVD oslovljen „All That Remains: Live“. Početkom 2008. kreću na veliku turneju na kojoj su svirali sa bendovima kao što su Chimaira, Black Tide, Divine Herecy i Light This City.

## Overcome(2008-2010)
Bend je u maju 2008. započeo snimanje svog četvrtog studijskog albuma oslovljenog „Overcome“. Producent albuma bio je Džejson Sjukof. Album je objavljen 16. septembra 2008, uz kritike da na ovom albumu bend ima "mejnstrim" zvuk, to jest mekši zvuk i melodičnije deonice za razliku od prethodnih albuma. Pesma „Chiron“ je objavljena kao prvi singl sa albuma, i za nju je snimnjen i spot. Nakon toga izdaju još dva singla, za pesme „This Calling“ i „Two Weeks“, za koje takođe snimaju i spotove. Poslednji singl sa ovog albuma je pesma „Forever In Your Hands“, objavljena u prvoj polovini 2009. godine. Spot za ovu pesmu objavljen je 17. oktobra, a istog dana je za besplatno preuzimanje sa interneta postavljena pesma „Frozen“ koja se nalazi na japanskom izdanju albuma kao bonus pesma.

## For We Are Many(2010-danas)
Snimanje ovog albuma započeto je u aprilu 2010. Kasnije je bend potvrdio da će album biti objavljen krajem godine i da će njegov producent ponovo biti Adam Dutkievič. Album je oslovljen „For We Are Many“ i objavljen je 12. oktobra 2010. godine. Početkom juna, bend je na jednom od koncerata prvi put promovisao novu pesmu pod nazivom „For We Are Many“. Od 18. avgusta do 9. septembra ova pesma je bila postavljena za besplatno preuzimanje sa oficijelnog sajta benda. Početkom oktobra objavljuju prvi singl i ujedno i spot za pesmu „Hold On“. Nakon prve nedelje prodaje album je debitovao na 10. mestu „Billboard 200“ top liste, sa preko 29.000 prodatih primeraka u prvoj nedelji. Bend je otpočeo snimanje spota za drugi singl „The Last Time“, i očekuje se da će biti objavljen u prvoj polovni 2011. godine.

## Članovi benda

### Sadašnji članovi
- Filip Labonte - Vokal (1998-danas)
- Oli Herbert - Solo gitara (1998-danas)
- Majk Martin - Ritam gitara (2003-danas)
- Džin Sagan - Bas gitara, prateći vokal (2006-danas)
- Džejson Kosta - Bubnjevi (2007-danas)

### Bivši članovi
- Kris Barlet - Solo gitara (1998-2003)
- Majkl Barlet - Bubnjevi (1998-2006)
- Met Deis - Bas gitara (2002-2004)
- Den Egan - Bas gitara (1998-2002)
- Aron Grin - Bubnjevi (2009)
- Šenon Lukas - Bubnjevi (2006)

## Diskografija

### Studijski albumi
- Behind Silence And Solitude (2002)
- This Darkened Heart (2004)
- The Fall Of Ideals (2006)
- Overcome (2008)
- For We Are Many (2010)

### Singlovi
- „The Deepest Gray“ (2004)
- „This Darkened Heart“ (2004)
- „Tattered On My Sleeve“ (2005)
- „This Calling“ (2006)
- „The Air That I Breathe“ (2006)
- „Not Alone“ (2007)
- „Chiron“ (2008)
- „Two Weeks“ (2008)
- „Forever In Your Hands“ (2009)
- „Hold On“ (2010)
- „The Last Time“ (2011)

## Video albumi
- All That Remains: Live (2007)

## Spoljašnje veze
- Zvaničan sajt - All That Remains